# Campeonato Sul-Americano de Atletismo Juvenil de 2002
O Campeonato Sul-Americano de Atletismo Juvenil de 2002 foi a 16ª edição da competição de atletismo organizada pela CONSUDATLE, para atletas com até 18 anos, classificados como juvenil, essa sob nova classificação etária. O evento foi realizado no Consejo Nacional de Deportes, em Assunção, no Paraguai, entre 19 e 20 de outubro de 2002. Contou com a presença de aproximadamente 290 atletas de 11 nacionalidades distribuídos em 42 provas.

## Medalhistas
Esses foram os resultados do campeonato. Resultados completos podem ser encontrados no site "World Junior Athletics History". 

### Masculino
| Evento                         | Ouro                                                                 | Ouro     | Prata                                                                    | Prata    | Bronze                                                                      | Bronze   |
| ------------------------------ | -------------------------------------------------------------------- | -------- | ------------------------------------------------------------------------ | -------- | --------------------------------------------------------------------------- | -------- |
| 100 metros                     | Jorge Sena (BRA)                                                     | 10.76    | Bruno Góes (BRA)                                                         | 10.88    | Andrés Rodríguez (PAN)                                                      | 11.13    |
| 200 metros                     | Jorge Sena (BRA)                                                     | 20.93 w  | Bruno Góes (BRA)                                                         | 21.33 w  | José Acevedo (VEN)                                                          | 21.66 w  |
| 400 metros                     | Diego Venâncio (BRA)                                                 | 47.46    | José Acevedo (VEN)                                                       | 48.22    | Luiz de Oliveira (BRA)                                                      | 48.68    |
| 800 metros                     | Kléberson Davide (BRA)                                               | 1:57.53  | Luis Chaparro (ARG)                                                      | 1:58.06  | César Vivas (COL)                                                           | 1:58.32  |
| 1 500 metros                   | César Vivas (COL)                                                    | 4:06.18  | Éder da Silva (BRA)                                                      | 4:06.92  | Luis Chaparro (ARG)                                                         | 4:07.26  |
| 3 000 metros                   | Sandro da Silva (BRA)                                                | 8:53.61  | Pedro Ramos (ECU)                                                        | 8:54.77  | John Cusi (PER)                                                             | 9:03.19  |
| 10 km marcha atlética          | Carlos Borgoño (CHI)                                                 | 46:10.80 | Oswaldo Ortega (ECU)                                                     | 46:30.22 | James Rendón (COL)                                                          | 47:08.38 |
| 110 metros barreiras           | Rodrigo Pereira (BRA)                                                | 13.59    | Andrés Silva (URU)                                                       | 14.26    | Daivison da Silva (BRA)                                                     | 14.48    |
| 400 metros barreiras           | Diego Venâncio (BRA)                                                 | 53.42    | Víctor Solarte (VEN)                                                     | 54.24    | Daivison da Silva (BRA)                                                     | 54.60    |
| 2.000 metros com obstáculos    | Sandro da Silva (BRA)                                                | 6:10.51  | Gerardo Bonsegundo (ARG)                                                 | 6:12.09  | Fabiano Silva (BRA)                                                         | 6:21.05  |
| 1.000 metros revezamento sueco | Brasil · Daniel Herrmann · Rafael da Silva · Bruno Góes · Jorge Sena | 40.9     | Chile · Daniel Pineda · Roberto Cortés · Cristián Reyes · Benjamín Bravo | 41.4     | Bolívia · Jhony Ortíz · Cecilio Flores · Miguel Pessoa · José Roca          | 42.3     |
| 4×100 metros estafetas         | Brasil · Diego Venâncio · Jorge Sena · Bruno Góes · Rafael da Silva  | 1:51.65  | Chile · Cristián Reyes · Roberto Cortés · Benjamín Bravo · Daniel Pineda | 1:57.04  | Paraguai · Nelson Cardozo · Edgar Galeano · Nicolás López · Alfonso Moreira | 1:57.99  |
| Salto em altura                | Ederson de Oliveira (BRA)                                            | 1.96     | Welerson Lopes (BRA)                                                     | 1.96     | Leandro Piedrabuena (ARG)                                                   | 1.93     |
| Salto com vara                 | Germán Chiaraviglio (ARG)                                            | 4.75     | Evandro Sanches (BRA)                                                    | 4.70     | César González (VEN)                                                        | 4.50     |
| Salto em comprimento           | Daniel Pineda (CHI)                                                  | 7.28 w   | Francisco Wellmann (CHI)                                                 | 7.03 w   | Rudan de Carvalho (BRA)                                                     | 6.82 w   |
| Salto triplo                   | Danilo Xavier (BRA)                                                  | 14.39 w  | José Luis Pesántez (ECU)                                                 | 14.32 w  | Marcos da Silva (BRA)                                                       | 14.31 w  |
| Arremesso de peso              | Leandro Cheppi (ARG)                                                 | 17.26    | Ulises de la Fuente (ARG)                                                | 16.97    | Ronald Julião (BRA)                                                         | 16.80    |
| Lançamento de disco            | Reginaldo Diógenes (BRA)                                             | 53.47    | Gabriel Hugo (ECU)                                                       | 48.73    | Julio Nigrelli (ARG)                                                        | 46.79    |
| Lançamento do martelo          | Max dos Santos (BRA)                                                 | 61.05    | Tomás Angosto (CHI)                                                      | 59.13    | João Bressan (BRA)                                                          | 58.06    |
| Lançamento do dardo            | Júlio César de Oliveira (BRA)                                        | 61.68    | Carlos Prada (CHI)                                                       | 60.14    | Víctor Fatecha (PAR)                                                        | 59.91    |
| Octatlo                        | Andrés Silva (URU)                                                   | 5928     | Sinval de Oliveira (BRA)                                                 | 5645     | Pablo Cabrera (ARG)                                                         | 5564     |

### Feminino
| Evento                         | Ouro                                                                                 | Ouro     | Prata                                                                            | Prata    | Bronze                                                                                   | Bronze   |
| ------------------------------ | ------------------------------------------------------------------------------------ | -------- | -------------------------------------------------------------------------------- | -------- | ---------------------------------------------------------------------------------------- | -------- |
| 100 metros                     | Evelyn dos Santos (BRA)                                                              | 12.19    | Darlenis Obregón (COL)                                                           | 12.23    | Yomara Hinestroza (COL)                                                                  | 12.46    |
| 200 metros                     | Evelyn dos Santos (BRA)                                                              | 24.18 w  | Darlenis Obregón (COL)                                                           | 24.44 w  | Fernanda Mackenna (CHI)                                                                  | 25.02 w  |
| 400 metros                     | Emmily Pinheiro (BRA)                                                                | 56.58    | María Londoño (VEN)                                                              | 57.78    | Higlécia de Oliveira (BRA)                                                               | 58.05    |
| 800 metros                     | María Emilia Galante (ARG) · Natalia Siviero (ARG)                                   | 2:16.39  |                                                                                  |          | Gisiane Bertoni (BRA)                                                                    | 2:17.22  |
| 1 500 metros                   | Carolina González (COL)                                                              | 4:42.68  | Yulibeth Páez (VEN)                                                              | 4:44.93  | Inés Melchor (PER)                                                                       | 4:44.94  |
| 3 000 metros                   | Inés Melchor (PER)                                                                   | 10:19.43 | Militza Saucedo (BOL)                                                            | 10:21.99 | Michele das Chagas (BRA)                                                                 | 10:23.35 |
| 5 km marcha atlética           | Johana Malla (ECU)                                                                   | 24:57.42 | Johana Ordóñez (ECU)                                                             | 25:12.72 | Luz Villamarín (COL)                                                                     | 25:21.93 |
| 100 metros barreiras           | Lucimara da Silva (BRA)                                                              | 14.54    | Jessica Miller (URU)                                                             | 14.69    | Macarena Vergara (CHI)                                                                   | 14.86    |
| 400 metros barreiras           | Jessica Miller (URU)                                                                 | 60.45    | Maria da Costa (BRA)                                                             | 60.52    | Higlécia de Oliveira (BRA)                                                               | 62.68    |
| 2.000 metros com obstáculos    | Yulibeth Páez (VEN)                                                                  | 7:13.31  | Sabine Heitling (BRA)                                                            | 7:13.65  | Sofía Vial (CHI)                                                                         | 7:26.62  |
| 1.000 metros revezamento sueco | Brasil · Maria da Costa · Tânia da Silva · Fernanda de Melo · Evelyn dos Santos      | 47.3     | Colômbia · Diana Castro · Yeimi Sepúlveda · Darlenis Obregón · Yomara Hinestroza | 47.3     | Argentina · Natahalie Patiño · María Soledad Trossero · Camila Moyano · Veronica Barraza | 48.7     |
| 4×100 metros estafetas         | Colômbia · Yomara Hinestroza · Dinelba Hinestroza · Fanny Montaño · Darlenis Obregón | 2:13.94  | Brasil · Emmily Pinheiro · Debora Savoldi · Evelyn dos Santos · Tânia da Silva   | 2:14.55  | Chile · Fernanda MacKenna · Cinthya Del Rio · Javiera Escobedo · Camila Garcés           | 2:15.83  |
| Salto em altura                | Jailma de Lima (BRA)                                                                 | 1.72     | Érica Ribeiro (BRA)                                                              | 1.66     | Marielys Rojas (VEN)                                                                     | 1.66     |
| Salto com vara                 | Milena Agudelo (COL)                                                                 | 3.90     | Michaela Heitkotter (BRA)                                                        | 3.80     | Alexandra de Oliveira (BRA)                                                              |          |
| Salto em comprimento           | Nathalie Patiño (ARG)                                                                | 6.17 w   | Lucimara da Silva (BRA)                                                          | 5.90 w   | Kauiza Venâncio (BRA)                                                                    | 5.77 w   |
| Salto triplo                   | Maria da Costa (BRA)                                                                 | 12.23    | Nathalie Patiño (ARG)                                                            | 12.18    | Marielys Rojas (VEN)                                                                     | 11.90 w  |
| Arremesso de peso              | Ahymará Espinoza (VEN)                                                               | 13.93    | Juliana Olier (COL)                                                              | 13.29    | Rosa Rodríguez (VEN)                                                                     | 13.26    |
| Lançamento de disco            | Rosa Rodríguez (VEN)                                                                 | 43.87    | Johana Moreno (COL)                                                              | 41.34    | Rocío Comba (ARG)                                                                        | 39.98    |
| Lançamento do martelo          | Rosa Rodríguez (VEN)                                                                 | 53.75    | Johana Moreno (COL)                                                              | 49.63    | Natalia Iturriaga (CHI)                                                                  | 41.95    |
| Lançamento do dardo            | Mariela Aguer (ARG)                                                                  | 46.99    | Leidy Arboleda (COL)                                                             | 40.66    | Lisângela da Cruz (BRA)                                                                  | 40.21    |
| Heptatlo                       | Jailma de Lima (BRA)                                                                 | 4679     | María Azzato (ARG)                                                               | 4474     | Tamiris Delfino (BRA)                                                                    | 4346     |

## Quadro de medalhas (não oficial)
| Ordem | País      | Medalha de ouro | Medalha de prata | Medalha de bronze | Total |
| ----- | --------- | --------------- | ---------------- | ----------------- | ----- |
| 1     | Brasil    | 23              | 12               | 16                | 51    |
| 2     | Argentina | 6               | 5                | 6                 | 17    |
| 3     | Colômbia  | 4               | 7                | 4                 | 15    |
| 4     | Venezuela | 4               | 4                | 5                 | 13    |
| 5     | Chile     | 2               | 5                | 5                 | 12    |
| 6     | Uruguai   | 2               | 2                | 0                 | 4     |
| 7     | Equador   | 1               | 5                | 0                 | 6     |
| 8     | Peru      | 1               | 0                | 2                 | 3     |
| 9     | Bolívia   | 0               | 1                | 1                 | 2     |
| 10    | Paraguai  | 0               | 0                | 2                 | 2     |
| 11    | Panamá    | 0               | 0                | 1                 | 1     |

## Participantes (não oficial)
Uma contagem não oficial produziu o número de 290 atletas de 11 nacionalidades. Lista detalhada dos resultados podem ser encontradas no site "World Junior Athletics History" 
| - Argentina (258) - Bolívia (15) - Brasil (64) - Chile (40) | - Colômbia (18) - Equador (19) - Guiana (2) - Paraguai (31) | - Peru (12) - Uruguai (13) - Venezuela (19) |